# محمد الدمانية
محمد عيد الدّمانية الحويطات، (1949 - نوفمبر 2012)، بدوي أردني من مواليد الجفر وصف بأنه قد يكون من أكثر الأردنيين إبداعا. و وصفه الاخرون بوزير التعليم في الصحراء الشرقية. قام بعمل دؤوب لحفز سكان المناطق البدوية على تعليم بناتهم، و قام على مدى أكثر من 3 عقود بتدريس أكثر من 600 طالب من أبناء البدو في مناطق لم تصل لها مدارس المملكة الأردنية.

## نشأته
عند بلوغه السبع سنوات توفي والده، فتزوجت أمه، ليقوم عمه بعد زواج أمه بكفالته. تم إرساله في 1958 إلى القدس للدراسة، حيث أمضى عشر سنوات يدرس في المدرسة البكرية التي انشأت في 1295م. كانت المدرسة ملاصقة لسور الحرم القدسي من جهة الشمال، وهي تعود إلى الفترة المملوكية، ثم درس في مدرسة دار الأيتام الإسلامية التي أسست بالقدس العام 1922 وكان مديرها جميل وهبة ثم تسلم من بعده الشيخ أسعد بيوض التميمي.
أتقن الإنجليزية و حصل على شهادة المترك ليعود بعدها إلى البادية الشرقية في الأردن.

## جهوده
بعد عودته من القدس اصر على توعية البدو و تدريس ابنائه ليحصلوا على نفس التطور الذي رأه في القدس. بحسب التقارير التلفزيونية التي بثتها عنه شبكات تلفزة عالمية يمتاز خط طلبته بالجودة المتقنة والدقة، و التي كان أخرها تقرير للجزيرة الاخبارية ويمتاز طلبته بقدرتهم على إجراء عمليات حسابية بسرعة فائقة. الدمانية كان ينتقل بخيمته بين البدو ليدرس ابنائهم ويقيد أسماء أبناء كل قبيلة في دفتر خاص. قام بتدريس المئات من أبناء الحويطات، وبني عطية، وبني صخر، والحجايا وغيرهم. و كان يتنقل مع البدو الرحل في الشتاء والصيف لتدريس ابنائهم.
أخر مجموعة دراسية كانت معه تتألف من 12 طالبا كلهم تقوية في الصفوف الرابع والخامس والسادس «وهم برغم التحاقهم بمدارس حكومية إلا أنهم ضعيفون جدا».

## مسابقة أهل الهمة
رُشح الدمانية لمسابقة أهل الهمة في 2009 بسبب جهوده في تطوير أبناء البادية، لكنه أقصي من المسابقة، لعدم معرفة البدو كيفية أرسال رسائل نصية و عدم امتلاك معظمهم هواتف نقالة.

## وفاته
توفي الدّمانية عن عمر يناهز الاربع و الستين إثر حادث مروري على الطريق الصحراوي.